# Інтермедія
Інтерме́дія (лат. intermedia — «проміжна, середня») — невеличкий розважальний драматичний твір, який виконують між актами вистави.
У європейському театрі пережила кілька видозмін — від коментувань Дияволом і Богом попередньої дії, інтерпретації античних сюжетів до музичних і танцювальних номерів інтерлюдій.
В українській драматургії XVII–XVIII ст., де в основному експлуатувалися старо- та новозавітні сюжети, які не давали можливості адекватно й оперативно реагувати на тодішні суспільно-політичні події, інтермедія віддзеркалювала дійсність, починаючи з XVII ст.: зафіксовано міжнаціональні стосунки, конфесійні проблеми тощо. Збереглося понад 50 інтермедій, зокрема Митрофана Довгалевського, Георгія Кониського та Якуба Ґаватовича. Інтермедії лягли в основу української побутової драми, комедії.
Дійовими особами інтермедій були, як правило, персонажі з простолюду, що розмовляли кожний своєю народною мовою: українець — українською, росіянин — російською, білорус — білоруською, в той час, як основні, серйозні п'єси писалися своєрідною книжною мовою.
Викладач поетики Митрофан Довгалевський у своєму навчальному курсі давав настанови щодо інтермедій: «у комедії виводяться особи низькі — наприклад, господар, литвин, циган, козак, єврей, поляк, скіф, грек, турок, італієць»; «комедії треба писати сільською мужицькою мовою»; зміст інтермедій повинні становити «забавні й жартівливі історії, оповідання, анекдоти, витівки одного над одним слуг, придворних, бідняків, підлесників, мужиків»; слід застосовувати два типи комізму, один з яких ґрунтується на смішних словах, інший — на діях, що викликають сміх.
Традиції інтермедії оживають в українському водевілі XIX століття (І. Котляревський, Г. Квітка-Основ'яненко, М. Старицький) та інших.

## Музична інтермедія
У музиці інтермедією називають частину фуги між двома сусідніми проведеннями теми. За композиційним значенням інтермедії бувають:
- Зв'язуючі, що слугують переходом від одного проведення теми до іншого
- Заключні, що завершуються кадансом і відділяють один розділ фуги від іншого
- Самостійні, досить великих розмірів, що контрастує з проведеннями теми.